# Beraba decora
Beraba decora é uma espécie de coleóptero da tribo Eburiini (Cerambycinae); com distribuição nos estados de Goiás e Maranhão (Brasil).

## Sistemática
- Ordem Coleoptera
  - Subordem Polyphaga
    - Infraordem Cucujiformia
      - Superfamília Chrysomeloidea
        - Família Cerambycidae
          - Subfamília Cerambycinae
            - Tribo Eburiini
              - Gênero Beraba
                - B. decora (Zajciw, 1961)